# Mucroberotha vesicaria
Mucroberotha vesicaria är en insektsart som beskrevs av Bo Tjeder 1968. Mucroberotha vesicaria ingår i släktet Mucroberotha och familjen Berothidae. Inga underarter finns listade i Catalogue of Life.